# Epigenomics (Zeitschrift)
Epigenomics ist eine Fachzeitschrift auf dem Gebiet der Epigenetik und Epigenomik. Sie wird von Future Medicine, einem Imprint der Future Science Group herausgegeben. Epigenomics erscheint seit dem Jahr 2009 mit acht Ausgaben im Jahr.
Laut den Journal Citation Reports hatte die Zeitschrift 2014 einen Impact Factor von 4,649, womit sie von den 167 Zeitschriften in der Kategorie Genetics & Heredity den 31. Platz einnimmt.